# Orde van de Ster van Jordanië
De Orde van de Ster van Jordanië (Arabisch: "Wisan al-Kawkab al-Urdani") is een ridderorde die voor verdienste in en voor de Jordaanse maatschappij en strijdkrachten wordt verleend. Het was Koning Abdoellah I van Jordanië die deze orde op 22 juni (volgens andere bronnen in juli) 1949 instelde. Aanleiding was de zojuist verkregen onafhankelijkheid. De orde heeft vijf graden en wordt ook wel aan burgers, militairen en vreemdelingen toegekend.

## De graden van de orde
- Grootlint

Orde van de Ster van Jordanië

De Grootlinten dragen het 80 centimeter brede lint van de orde over hun linkerschouder en het 60 millimeter brede kleinood op hun linkerheup. Op de linkerborst dragen zij een 98 millimeter brede ster. Er zijn sterren bekend die langs de randen met parels zijn ingelegd.

Deze graad wordt aan prinsen en staatshoofden verleend.
- Grootofficier

De Grootofficieren dragen het 52 millimeter brede kleinood aan een lint om de hals. Op de linkerborst dragen zij een 98 millimeter brede ster.

Deze graad wordt aan ministers en staatssecretarissen toegekend.
- Commandeur

De Commandeurs dragen het 60 millimeter brede kleinood aan een lint om de hals.
- Officier

Zij dragen het 52 millimeter brede kleinood aan een smal lint met rozet op de linkerborst.
- Ridder

Zij dragen het 52 millimeter brede kleinood aan een smal lint op de linkerborst.

## Het kleinood van de orde

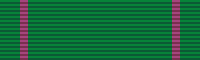
Lint

Het kleinood is sterk door de oude Ottomaanse Medijeh-Orde geïnspireerd.
Het is een zilveren ster met zeven rijkbewerkte stralenbundels en een gouden ster met vijf punten tussen de zeven bundels. Het centrale medaillon is van goud en draagt in sierlijke zwarte arabesken de naam van de stichter Abdoellah ibn Hoessein. Op de groene ring staat "Wisan al-Kawkab", het jaartal "1366" en een Arabisch nummer waarmee de graad wordt aangeduid.
De verhoging is een grote vijfpuntige gouden ster en de achterzijde is onbewerkt gelaten.
Het lint is meestal van donkergroene gewaterde zijde met twee dunne purperen strepen. Er zijn ook blauwe linten met twee dunne purperen strepen bekend.